# 金佩站
金佩站（韓語：금패역）是朝鮮民主主義人民共和國咸镜北道茂山郡的一個鐵路車站，属于茂山线。

## 邻近车站
茂山线
車嶺站 - 金佩站 - 新站站